# Богданівська сільська рада (Доманівський район)
Богданівська сільська́ ра́да — колишній орган місцевого самоврядування в Доманівському районі Миколаївської області. Адміністративний центр — село Богданівка.

## Загальні відомості
- Територія ради: 167,22 км²
- Населення ради: 2 560 осіб (станом на 2001 рік)
- Територією ради протікає річка Південний Буг.

## Населені пункти
Сільській раді були підпорядковані населені пункти:
- с. Богданівка
- с. Виноградний Сад
- с. Калинівка
- с. Куйбишевка
- с. Мар'ївка
- с. Петрівка
- с. Червоний Київ

## Склад ради
Рада складалася з 16 депутатів та голови.
- Голова ради: Бесараб Петро Борисович

### Керівний склад попередніх скликань
| Прізвище, ім'я, по батькові | Основні відомості                                                                     | Дата обрання | Дата звільнення |
| --------------------------- | ------------------------------------------------------------------------------------- | ------------ | --------------- |
| Бесараб Петро Борисович     | Сільський голова, 1967 року народження, член Всеукраїнського об'єднання «Батьківщина» | 26.03.2006   | 31.10.2010      |
| Бесараб Петро Борисович     | Сільський голова, 1967 року народження, позапартійний                                 | 04.11.2010   |                 |

Примітка: таблиця складена за даними сайту Верховної Ради України